# Rudy Koek
Rudy Koek (Zoetermeer, 14 augustus 1986) is een Nederlands voormalig shorttracker.
Hij was sinds 2006–2007 lid van de Nationale Training Selectie. Samen met Niels Kerstholt, Roderick Oosten, Cees Juffermans en Thomas Mogendorff nam hij in 2006 deel aan het WK voor landenteams in Montreal.
Op 30 november 2008 reed Koek samen met Sjinkie Knegt, Ingmar van Riel en Niels Kerstholt een Nederlands record op de aflossing, in de B-finale van de wereldbekerwedstrijd in Peking kwamen ze tot 6.54,835. Op 14 februari 2009 reed Koek samen met Daan Breeuwsma, Knegt en Kerstholt weer een sneller Nederlands record op de aflossing met 6.45,534. Deze tijd bleek niet goed genoeg voor een finaleplaats tijdens de betreffende wereldbekerwedstrijd. In 2011 werd het Nederlands record verbroken in een formatie zonder Rudy Koek en raakte hij daarmee zijn record kwijt.

## Persoonlijke records

### Individueel
| Afstand    | Tijd     | Datum    | Baan     | Land |
| ---------- | -------- | -------- | -------- | ---- |
| 500 meter  | 42,587   | 13-02-09 | Dresden  | GER  |
| 1000 meter | 1.28,368 | 08-02-09 | Sofia    | BUL  |
| 1500 meter | 2.17,526 | 14-02-09 | Dresden  | GER  |
| 3000 meter | 5.16,922 | 25-02-07 | Den Haag | NED  |

## Aflossing
| Afstand    | Tijd     | Datum    | Baan       | Land | Team                                                                              |
| ---------- | -------- | -------- | ---------- | ---- | --------------------------------------------------------------------------------- |
| 2000 meter | 2.55,001 | 03-11-05 | Bormio     | ITA  | YVZ Zoetermeer: Rudy Koek, Ingmar van Riel, Freek van der Wart                    |
| 3000 meter | 4.20,673 | 12-11-06 | Leeuwarden | NED  | YVZ Zoetermeer: Rudy Koek, Ingmar van Riel, Kjeld Slingerland, Freek van der Wart |
| 5000 meter | 6.45,534 | 14-02-09 | Dresden    | GER  | Nationaal Team: Daan Breeuwsma, Niels Kerstholt, Sjinkie Knegt, Rudy Koek         |